# Reinhold Brinkmann
Reinhold Brinkmann (Wildeshausen, 21 de agosto de 1934-Eckernförde, 10 de octubre de 2010) fue un musicólogo alemán.

## Biografía
Brinkmann estudió en Freiburg im Breisgau. Su disertación fue sobre la Klavierstücke op. 11 de Arnold Schönberg. Comenzó a trabajar en la Facultad de Friburgo de Brisgovia en 1970. De 1972 a 1980 dio clases en Philipps-Universität Marburg, y desde entonces hasta 1985 otra vez en Berlín, en la Universität der Künste Berlin. Después de 1985 dio clases en la Universidad de Harvard, como profesor del James Edward Ditson, y jefe del departamento de música. En 2001 fue honrado con el Premio Ernst von Siemens. En 2006 fue elegido miembro honorario de la Sociedad estadounidense de musicología.
Su investigación ha abarcado publicaciones muy diversas en todas las áreas de la teoría de la música y la historia de la música desde los siglos XVIII al XX, con especial énfasis en los aspectos interdisciplinarios. Sus escritos incluyen a compositores de la Moderna Escuela de Viena (especialmente Arnold Schoenberg), la tradición romántica Lied, Richard Wagner, Alexander Scriabin, Edgard Varèse, Hanns Eisler y Charles Ives. Su último e inacabado proyecto, que atrajo a Brinkmann de vuelta a Berlín, según la Süddeutsche Zeitung, fue "Das verzerrte Sublime: eine Analyse des Umgangs mit der großen musikalischen Überlieferung im Dritten Reich."

## Obras seleccionadas
- Richard Wagner: Von der Oper zum Musikdrama. Bern: Francke 1978.
- (ed.) Improvisation und neue Musik. 8 Kongressreferate. Mainz: Schott 1979.
- (ed.) Musik im Alltag. 10 Kongressbeiträge. Mainz: Schott 1980.
- Late Idyll: The Second Symphony of Johannes Brahms, translated by Peter Palmer, Harvard University Press, 1997.
- Arnold Schönberg: Drei Klavierstücke Op. 11. Studien zur frühen Atonalität bei Schönberg. 2., durchges. Aufl. mit einem neuen Vorwort. Stuttgart: Steiner 2000.
- "Musik nachdenken." Reinhold Brinkmann und Wolfgang Rihm im Gespräch. Regensburg: ConBrio 2001.
- Music of My Future: The Schoenberg Quartets and Trio, edited by Reinhold Brinkmann and Christoph Wolff, Harvard University Press, 2001.
- Vom Pfeifen und von alten Dampfmaschinen. Aufsätze zur Musik von Beethoven bis Rihm. Wien: Zsolnay 2006.